# Kasplja
Kasplja (vitryska: Каспля) är ett vattendrag i Belarus. Det ligger i den nordöstra delen av landet, 260 km nordost om huvudstaden Minsk.
Trakten runt Kasplja består till största delen av jordbruksmark. Runt Kasplja är det ganska tätbefolkat, med 139 invånare per kvadratkilometer.